# アパリグラハ
アパリグラハ（サンスクリット: aparigraha）とは、非所有、不貪の概念で、ジャイナ教とラージャ・ヨーガ、つまりアシュターンガ・ヨーガの両方で用いられる用語である。この言葉は大抵の場合、必要あるいは重要なものだけに所有を制限することを意味し、その内容は時代によって変わるが、サドゥーは全く何も持たない。
アパリグラハはジャイナ教の五大誓戒の一つである。五大誓戒にはほかに、アヒンサー（非暴力）、サッティヤ（真実語）、アステーヤ（不盗）、ブラフマチャリヤ（純潔）がある。アパリグラハはジャイナ教の五小誓戒の一つでもある。
ラージャ・ヨーガでは、アパリグラハはヤマ（禁戒）の一つである。ヤマにはほかに、アヒンサー（非暴力）、サッティヤ（真実語）、アステーヤ（不盗）、ブラフマチャリヤ（純潔）その他がある。
アパリグラハは「放棄」を意味するサンスクリットの単語である。また、何かをとろうとして手を伸ばす、あるいは何かが自分のものだと主張するといった意味の「パリグラハ」に由来し、「ア」が付くことで反意語になっている。アパリグラハはアステーヤと違い、本当に必要であってそれ以上ではないものをとることを意味する。この概念は受け取られなかった贈り物に適用されるときにも当てはまる。